# Линкълн (окръг, Джорджия)
Вижте пояснителната страница за други значения на Линкълн.
Окръг Линкълн (на английски: Lincoln County) е окръг в щата Джорджия, Съединени американски щати. Площта му е 666 km², а населението - 8207 души. Административен център е град Линкълнтън.